# 사치

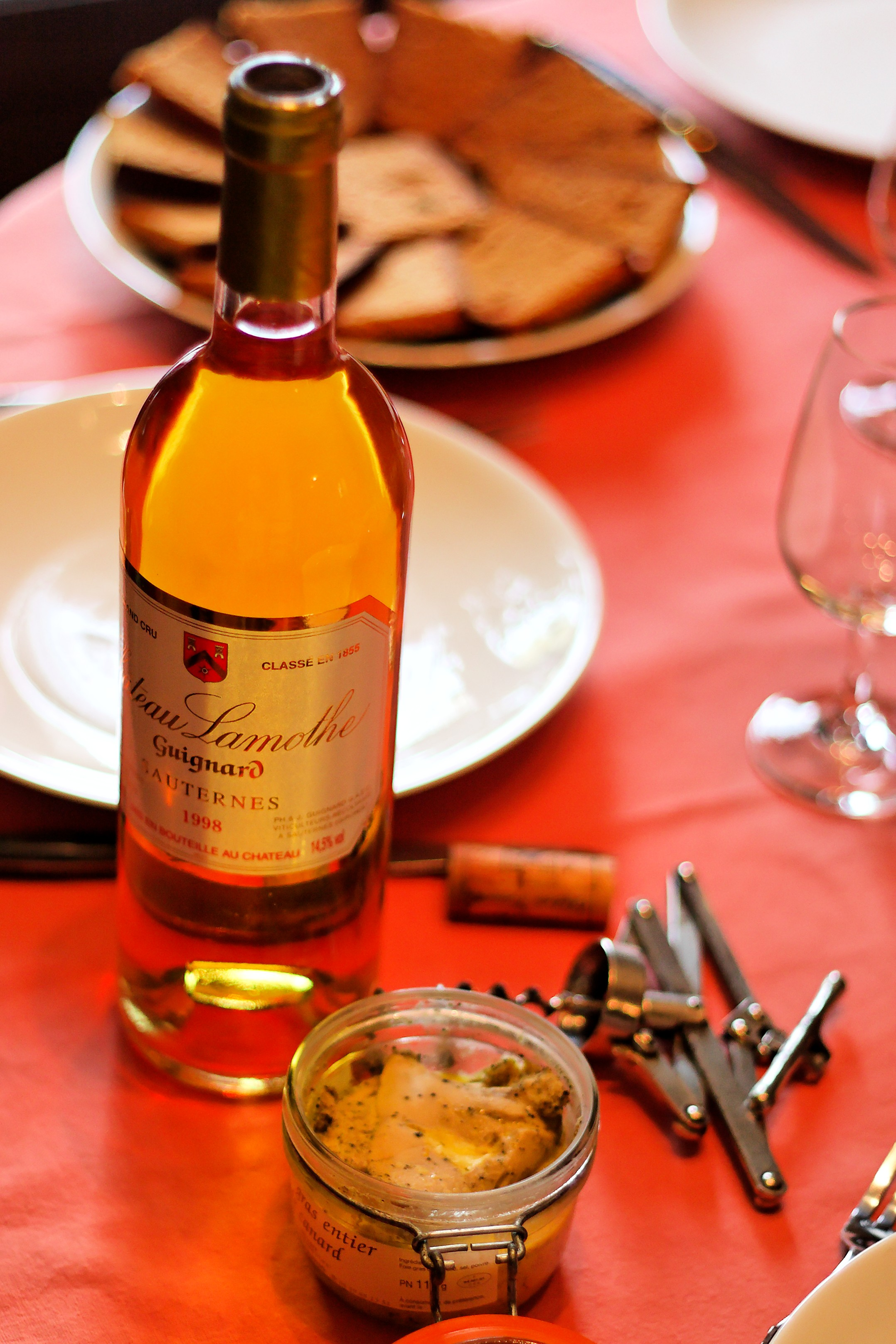
와인과 푸아그라

사치(奢侈)는 필요 이상으로 돈이나 물건을 소비하는 것을 말한다. 낭비라고도 한다.

## 사치에 대한 관점
현대 사회에서 사치는 부정적인 것으로 인식되기도 하지만, 개인의 만족과 행복을 위한 수단으로 본다면 긍정적으로 보기도 한다. 과거에는 지배층이 주로 사치를 부렸으나, 개인주의가 퍼지고 산업화가 진행되며 일반 대중도 크고 작은 사치를 부릴 수 있게 되었다.
한편 액수가 큰 소비보다 적은 액수의 소비를 함으로써 사람들은 행복감을 얻기도 한다. 이를 '작은 사치(small luxury)'라고 하며, 예를 들면 쓰던 구두보다 조금 더 비싼 구두를 사거나, 같은 음식이라도 좀더 품질이 좋은 음식을 사 먹는 것 등이 있다.
1930년대 미국 대공황 시기에 전체 소비는 줄어들지만, 저가 잡화 상품의 매출은 오르는 특이한 현상이 있었는데 이 역시 작은 사치의 영향이다. 역사적으로 작은 사치 현상은 저성장, 불황이 있을 때 발생한다.
뇌과학적인 관점에서 작은 사치를 하는 것은 스트레스를 해소하는 데 도움이 되는 방법이다. 힘든 일을 하고 나서 보상을 받고자 하는 심리는 자연스러운 것이다.

## 같이 보기
- 과소비